# Dicranomyia (Dicranomyia) globulicornis
Dicranomyia (Dicranomyia) globulicornis is een tweevleugelige uit de familie steltmuggen (Limoniidae). De soort komt voor in het Neotropisch gebied.